# Rejon wołkowyski
Rejon wołkowyski (biał. Ваўкавы́скі раён, Waukawyski rajon, ros. Волковы́сский райо́н, Wołkowysskij rajon) – rejon w zachodniej Białorusi, w obwodzie grodzieńskim.

## Geografia

Rejon wołkowyski w granicach obwodu białostockiego (1940-41 i 1944-45)

Rejon wołkowyski ma powierzchnię 1192,85 km². Lasy zajmują powierzchnię 288,69 km², bagna 33,42 km², obiekty wodne 14,36 km². Graniczy od zachodu z rejonem brzostowickim, od północy z rejonem mostowskim, od wschodu z rejonem zelwieńskim, od południowego wschodu z rejonem prużańskim obwodu brzeskiego, a od południowego zachodu rejonem świsłockim.

## Ludność
- W 2009 roku rejon zamieszkiwało 75 329 osób, w tym 56 443 w miastach i 18 886 na wsi[3].
- 1 stycznia 2010 roku rejon zamieszkiwało ok. 75 100 osób, w tym ok. 56 300 w miastach i ok. 18 800 na wsi[4].

### Skład etniczny
- Białorusini – 58,4%
- Polacy – 28,2%
- Rosjanie – 10,6%
- inni – 2,8%